# Richard Zommer

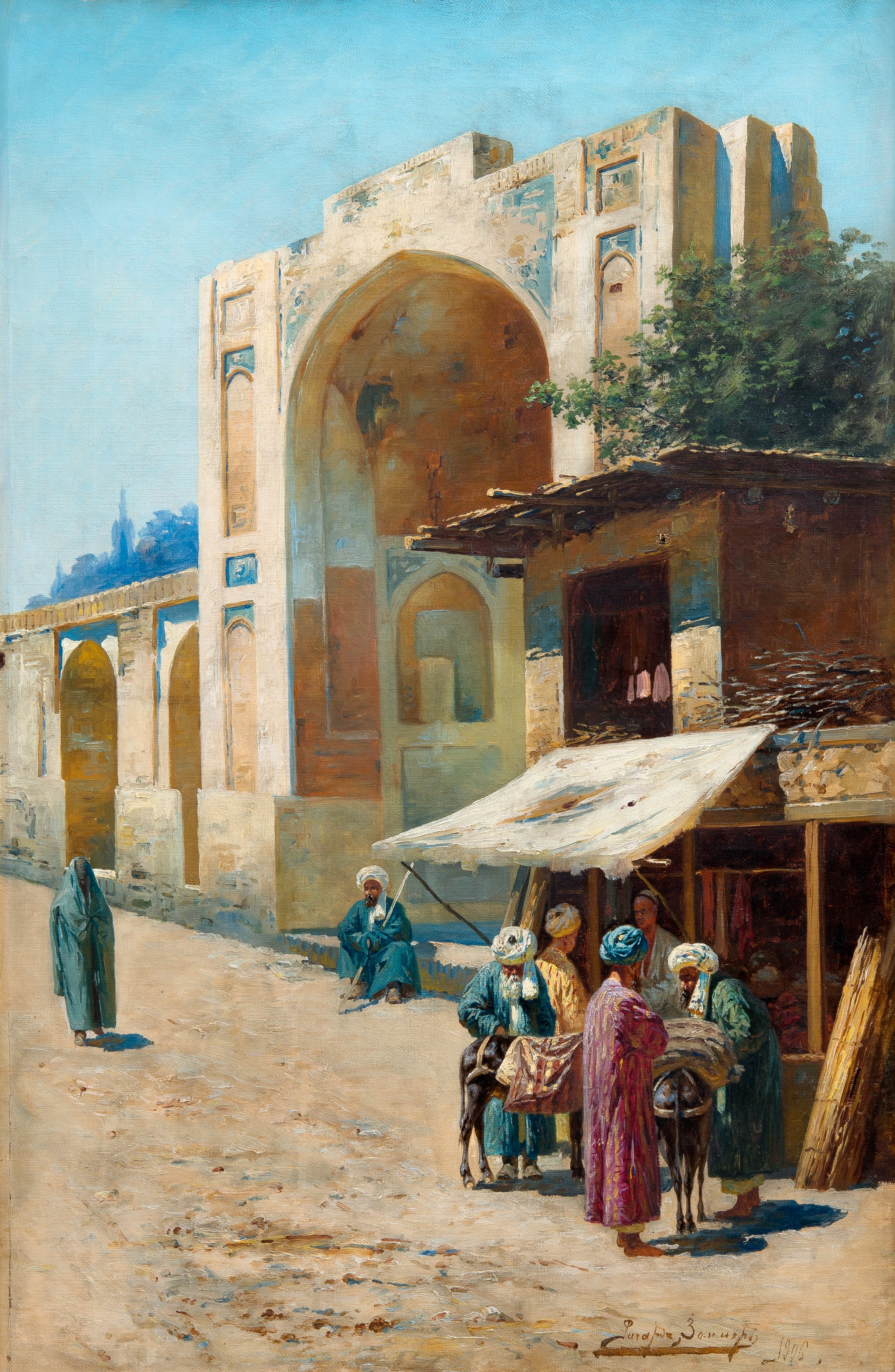
Por la puerta de la ciudad, óleo sobre lienzo, 72 x 47 cm

Richard Karlovich Zommer fue un pintor orientalista ruso nacido en 1866 y fallecido en 1939. De origen británico, son famosas sus acuarelas basadas en los viajes a Asia central (actual Kazajistán). 

## Obra
- La Mezquita de Shir-Dor, Samarcanda
- Caravana cruzando un río
- En el bazar
- Escena Callejera
- En el río Volga